# Франкфорт (Индијана)
Франкфорт (енгл. Frankfort) град је у америчкој савезној држави Индијана.

## Демографија
По попису из 2010. године број становника је 16.422, што је 240 (-1,4%) становника мање него 2000. године.
| Група             | 2000.          | 2010.          |
| Белци             | 14.195 (85,2%) | 12.055 (73,4%) |
| Афроамериканци    | 79 (0,5%)      | 105 (0,6%)     |
| Азијати           | 46 (0,3%)      | 29 (0,2%)      |
| Хиспаноамериканци | 2.255 (13,5%)  | 4.098 (25,0%)  |
| Укупно            | 16.662         | 16.422         |